# سوزان کوین
سوزان کوین (انگلیسی: Susan Coyne؛ زادهٔ ۱۹۵۸) فیلم‌نامه‌نویس و بازیگر اهل کانادا است.
از فیلم‌ها یا برنامه‌های تلویزیونی که وی در آن نقش داشته‌است، می‌توان به خروج فرانسه، کوری، مصائب و مشکلات، مردی که کریسمس را اختراع کرد، موتسارت در جنگل و آن در گرین گیبلز لوسی ماد مونتگومری اشاره کرد.